# Куликалы Третьи
Куликалы Третьи (горномар. Кужлидӹ) — деревня в Горномарийском районе Республики Марий Эл. Входит в состав Еласовского сельского поселения.

## География
Находится в юго-западной части республики Марий Эл на расстоянии приблизительно 13 км на юг от районного центра города Козьмодемьянск.

## История
До начала XIX века входила в общину-деревню «Большая Юл Шудермара», которая позже стала называться как деревня Куликалы. В 2001 году здесь было 23 двора. В советское время работали колхозы «Восход», им. Тельмана и им. Чапаева.

## Население
Население составляло 66 человек (горные мари 100 %) в 2002 году, 44 в 2010.